# Halberstadt CL.IV
Halberstadt CL.IV (lub Cl.IV) – niemiecki dwumiejscowy dwupłatowy samolot myśliwski i wsparcia piechoty z końcowego okresu I wojny światowej, zbudowany w 1918 roku w zakładach lotniczych Halberstadt. Produkowany też w zakładach  LFG (Roland).

## Historia
Halberstadt CL.IV stanowił rozwinięcie konstrukcji udanego dwumiejscowego samolotu myśliwskiego i wsparcia piechoty Halberstadt CL.II. Celem było dalsze polepszenie manewrowości i charakterystyk w locie. Głównym konstruktorem był inż. Karl Theiss, podobnie jak poprzedniego samolotu. Silnik pozostał ten sam – rzędowy Mercedes D.IIIa o mocy 160 KM. Przez skrócenie kadłuba i przeprojektowanie udało się zmniejszyć masę konstrukcji o 73 kg, bez zmniejszenia wytrzymałości. Polepszono też własności aerodynamiczne, poprzez zastosowanie bardziej opływowego kadłuba (pomimo bardziej „tępego” przodu kadłuba i rezygnacji z kołpaka śmigła) i nowych sekcji skrzydeł. Prędkość samolotu pozostała na takim poziomie, jak CL.II, lecz istotnie polepszyła się manewrowość, zwłaszcza w płaszczyźnie pionowej.
Prototyp samolotu oblatano w lutym 1918 roku, a w marcu przeprowadzono testy wytrzymałościowe, na podstawie których wybrano najsilniejsze z trzech proponowanych skrzydeł i wykazano konieczność wzmocnienia usterzenia. Samolot zaakceptowano do produkcji i w kwietniu – maju złożono pierwsze zamówienie na 150 sztuk, a w czerwcu na dalsze 200. Produkcję 150 samolotów zlecono także na licencji zakładom LFG (Roland) – były one oznaczone jako Halberstadt Cl.IV (Rol). Zakłady LFG przekonstruowały skrzydło, lecz okazało się ono słabsze i prowadzono następnie prace nad jego wzmocnieniem. W sierpniu zamówiono po 200 samolotów w obu firmach – do końca wojny łącznie 1300, lecz ostatnich zamówień nie wykonano.
Samolot okazał się udany i dysponował bardzo dobrą manewrowością - w czerwcu 1918 roku Inspektorat Lotnictwa (Idflieg) raportował na podstawie prób w locie, że Halberstadt Cl.IV jest najlepszy spośród samolotów kategorii CL na froncie. Jedyną ujemną stroną wskazywaną przez pilotów była niewystarczająca stabilność podłużna, powodująca bardziej męczące sterowanie i trudniejsze celowanie z karabinu maszynowego pilota. Dlatego wydłużono część ogonową o ok. 40 cm, pierwotnie na samolotach produkowanych przez Rolanda (nie wiadomo, czy Halberstadt wprowadził do produkcji samoloty z dłuższym kadłubem, gdyż Idflieg chciał zaczekać na wyniki eksploatacji frontowej). Od września 1918 roku produkowano samoloty przystosowane do większych obciążeń, w związku z tendencją załóg do zabierania większych ilości małych bomb, granatów ręcznych i amunicji.

## Użycie

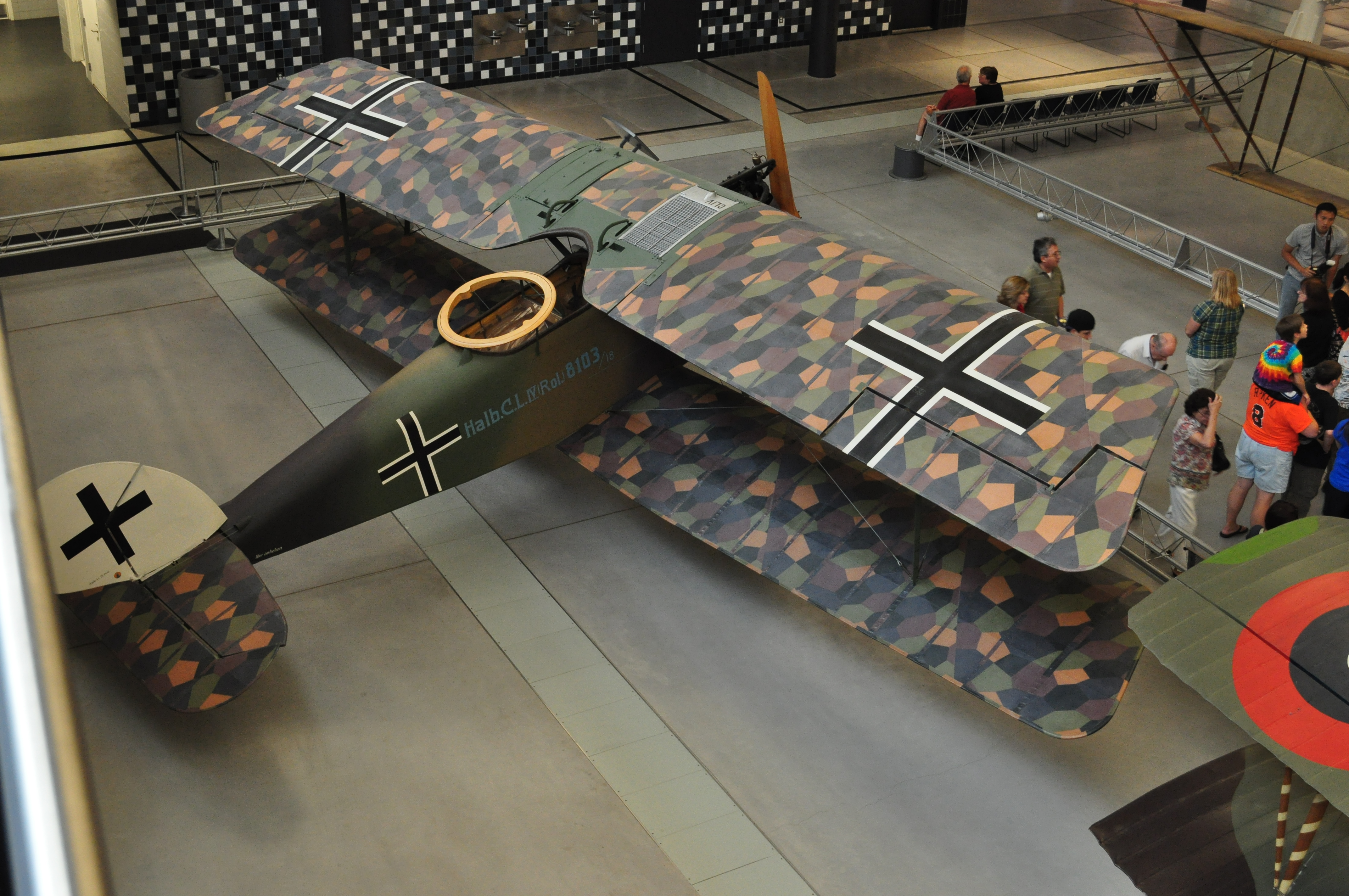
Halberstadt Cl.IV (Rol) 8103/17, Flugwerft Schleissheim

Samoloty Halberstadt Cl.IV pojawiły się na froncie pod koniec czerwca 1918 roku, wchodząc na wyposażenie eskadr wsparcia (Schlachtstaffel, w skrócie Schlasta). Używane były głównie do bezpośredniego wsparcia piechoty podczas ataków, ostrzeliwując w lotach na małym pułapie stanowiska artylerii i pozycje nieprzyjaciela, stosowano w tym celu też lekkie bomby i granaty. 30 czerwca 1918 roku w inwentarzu znajdowało się 40 samolotów Halberstadt Cl.IV, a 31 sierpnia 1918 roku – 136. 
Po wojnie w Niemczech przez pewien czas samoloty te używało lotnictwo policji oraz prywatne firmy komunikacyjne, jak Luftvehrkehr Paula Strähle. W 1920 roku w zakładach lub magazynach rządowych składowane było ok. 198 samolotów tego typu. Część z nich została sprzedana za granicę. 
Po wojnie, stosunkowo licznym użytkownikiem samolotów tego typu stało się lotnictwo Estonii. Używało ich też lotnictwo Rosji radzieckiej.
Trzy samoloty tego typu (nr 525/18, 1770/18 i 5894/18 – numery nieoryginalne) posiadało także lotnictwo polskie – służyły w 2. i 14. Eskadrze Wywiadowczej. Ostatni z nich (5894/18, z silnikiem zamienionym na mocniejszy Bz-IV 200 KM) używany był po wojnie polsko-radzieckiej w Wyższej Szkole Pilotów w Grudziądzu do grudnia 1922 roku.
Obecnie w muzeach w Niemczech i USA zachowane są 4 samoloty.

## Opis techniczny

Silnik Mercedes D.IIIa eksponowany w MLP w Krakowie

Samolot Halberstadt CL.IV był dwumiejscowym dwupłatem o konstrukcji drewnianej. Kadłub kratownicowy drewniany, kryty sklejką. Odkryta wspólna kabina załogi, z przodu stanowisko pilota, z tyłu strzelca/obserwatora. Usterzenie było klasyczne, na końcu kadłuba; ster kierunku z wyważeniem rogowym. W porównaniu z Halberstadtem CL.II, również stery wysokości otrzymały wyważenie rogowe, co przyczyniło się do polepszenia manewrowości. Podwozie samolotu stałe, klasyczne, ze stalowych rur, ze wspólną osią i dwoma poziomymi rozpórkami. Z tyłu płoza ogonowa. Na kadłubie malowano oznaczenie typu: "Halb.C.L.IV" lub "Halb.C.L.IV(Rol)".
Skrzydła były konstrukcji drewnianej, kryte płótnem. Górne skrzydło miało niewielki skos 3°. Po lewej stronie baldachimu był grawitacyjny zbiornik paliwa, po prawej chłodnica. Komora płatów z jednym rzędem rozpórek po każdej stronie (po dwie), usztywniona cięgnami stalowymi, baldachim podparty zastrzałami. Lotki z wyważeniem rogowym znajdowały się na skrajnych częściach górnego płata. 
Samolot był napędzany 6-cylindrowym silnikiem rzędowym Mercedes D.III, z cylindrami stojącymi, chłodzonym cieczą, umieszczonym z przodu kadłuba, zakrytym z wyjątkiem górnej części. Po prawej stronie kolektor i wspólna rura wydechowa, wyprowadzona na prawo. Śmigło dwułopatowe, drewniane, bez kołpaka.
Uzbrojenie stanowił jeden stały zsynchronizowany karabin maszynowy LMG 08/15 kal. 7,92 mm zamocowany obok silnika (było przewidziane miejsce na dwa karabiny maszynowe), oraz jeden ruchomy karabin maszynowy Parabellum kal. 7,92 mm strzelca na obrotnicy poręczowej. Dzięki wysokiemu umieszczeniu obrotnicy, strzelec dysponował dużym polem ostrzału, także w przedniej półsferze ponad płatem przednim, oraz w dół po bokach kadłuba. Samolot nie posiadał standardowo uzbrojenia bombowego, lecz stosowano wyrzutniki na 4-5 bomb o masie 10 kglub przeciwpiechotne granaty odłamkowe Wurfgranaten 15 (na zewnątrz kadłuba, po bokach kabiny strzelca) albo lekkie bomby typu Iflmaus.